# Матвеево (Устюженский район)
Матвеево — деревня в Устюженском районе Вологодской области.
Входит в состав Моденского сельского поселения, с точки зрения административно-территориального деления — в Моденский сельсовет.
Расположена на берегах реки Ворон, правого притока р. Мологи I порядка, в 3 км от устья. Расстояние по автодороге до районного центра Устюжны — 22 км, до центра муниципального образования села Модно — 15 км. Ближайшие населённые пункты — Александрово-Марьино, Слуды.
Население по данным переписи 2002 года — 8 человек.